# Christuskirche (Winnigstedt)
Die Christuskirche ist ein Kirchengebäude in Winnigstedt, Landkreis Wolfenbüttel, Niedersachsen.

## Geschichte
Die in Klein Winnigstedt befindliche Kirche ist seit dem 12./13. Jahrhundert in Gemeindehand. Das Gebäude an sich ist ein Neubau aus dem 19. Jahrhundert, welches unter Beibehaltung des romanischen Turms 1855 eingeweiht wurde.
Beide Glocken sind erhalten. Die Marienglocke von 1508 wurde von Heinrich Monten, die zweite Glocke 1691 von Heiso Meyer in Wolfenbüttel gegossen. 
1974 erhielt die Kirche den Namen Christuskirche aufgrund der Malereien oberhalb von Empore, Altarretabel und des Altarbildes.